# 윈도우 8.1
윈도우 8.1(영어: Windows 8.1)은 마이크로소프트에서 윈도우 8을 보완해서 출시한 운영체제이다. 2013년 6월 26일에 마이크로소프트는 운영 체제의 첫 주요 업데이트 윈도우 8.1의 공식 베타를 출시하였으며, 2013년 10월 17일에 윈도우 8.1 정식판이 출시되었다. 버전은 NT 6.3이다. 이 업데이트는 데스크톱 인터페이스에서 제거되었던 시작 버튼을 포함하여, 얼리 어댑터와 리뷰어들에게 비평을 받은 윈도우 8의 몇 가지 부분들을 고려한 것과 더불어, 운영 체제의 다양한 측면의 추가적 개선을 포함한다. 이 밖에도 윈도우 8.1에는 인터넷 익스플로러 11 버전이 포함되었다. DVD로 출시된 마지막 윈도우이며, 윈도우 10은 USB3.0 플래시 드라이브로 출시되었다.

## 변경 사항
마이크로소프트는 출시와 더불어 사용자들과 리뷰어들의 윈도우 8에 대한 평가를 언급하면서 윈도우 8.1 업데이트가 운영 체제의 주요 사항들을 변경할 것이라고 발표했다. 이 업데이트는 운영 체제의 수많은 개선 사항들을 포함하지만 주로 "메트로" 셸 및 윈도우 스토어 앱 내의 기능 개선, 검색 기능 확장, 차기 기술 지원 추가, 데스크톱 인터페이스의 이용성 개선을 위한 기능(시작 버튼 복귀, 핫 코너 기능 끄기, 로그인 시 시작 화면을 띄우지 않기)에 초점을 두고 있다. 또한, 스냅뷰를 사용할 수 있는 요구 사항인, 1366*768 해상도 요구사항이 사라지고 스냅뷰의 화면 비율이 자유로워졌다.
8.1 업데이트를 통한 변경 사항은 다음을 포함한다:
- 구성 요소:
  - 새로운 응용 소프트웨어: 계산기,[3] 알람 시계,[3] 녹음기,[3] 목록 읽기, 음식과 음료, 건강과 피트니스[4], 스카이드라이브 앱에 내장된 파일 관리자[5]
  - 인터넷 익스플로러 11:[6][7] WebGL 및 SPDY 지원 (확장된 개발자 도구 포함).[7][8][9]
  - PC 설정 앱: 과거 윈도우의 제어판과 별도로 더 많은 옵션을 포함[6][7]
  - 윈도우 파워셸 v4.0: 시작 화면, 윈도우 디펜더, 윈도우 구성 요소, 하드웨어, 네트워크 관리를 위한 새로운 명령 제공.[10]
  - 윈도우 디펜더: NIS, (네트워크 침입 감지 시스템) 제공.[11][12] 이 기능은 2010년 7월 이후로 마이크로소프트 시큐리티 에센셜에 존재해왔음.[13]
  - 윈도우 스토어: 개선된 앱 찾기 및 권장, 앱 자동 업데이트를 포함한 인터페이스 재설계.[14]
  - 마이크로소프트 가족 보호 : 자녀등의 PC 사용시간 제한 및 인터넷 제한등 사용시간을 제어하는 프로그램.[15]
- 시작 화면:
  - 터치 제스처를 통해 접근되는, 미리 숨겨진 "모든 앱" 섹션이 화면에 보이는 검색 표시줄로 변경된다.[16]
  - 기본값으로 시작 화면의 모든 앱을 볼 수 있는 선택 사항.
  - 실수로 파일을 건드릴 수 있는 문제를 막기 위해 시작 화면 타일은 잠금 처리할 수 있다.[17]
  - 시작 화면의 라이브 타일을 위한 더 많은 크기 옵션: 작게, 중간, 넓게, 크게.[3] 작은 크기는 윈도우 8 기본 크기의 1/4이다.[6][7]
  - 시작 화면의 확장된 색 옵션을 통해 제한된 색을 선택하는 대신 사용자가 색과 그림자를 마음대로 바꿀 수 있다.[3]
  - 시작 화면을 위한 새로운 배경 옵션. (이를테면 애니메이션 배경 및 바탕 화면의 배경을 쓸 수 있는 기능.)[18]
  - 시작 버튼이 화면에 다시 나타남. 비활성화는 불가능하며 앱의 시작 툴팁 대신 나타난다.[19][20]
- ⊞ Win+X "고급 사용자 메뉴" (새로운 시작 버튼에 마우스 오른쪽 단추를 눌러서도 접근 가능)는 다른 몇 가지 바로 가기들이 포함되었으며 이제는 장치를 종료할 수 있다.[21]
- 새로운 기술 지원:
  - NFC 인쇄[11]
  - 와이파이 다이렉트 인쇄[11]
  - 새로운 XML 기반 3차원 제조 포맷을 통한 3차원 인쇄를 위한 네이티브 API[22][23]
  - 미라캐스트[11]
  - 모바일 브로드밴드 테더링[11]
  - 자동 발생되는 VPN[11]
  - 윈도우 8의 모든 에디션을 대상으로 한 장치 암호화[24]
  - DirectX 11.2[25]
  - 고해상도 모니터의 개선된 지원[26]
- 셸 및 사용자 인터페이스:
  - 시작 화면은 로그인 시 통과시킴으로써 사용자가 데스크톱으로 직행할 수 있다.[19]
  - 상단 오른쪽, 하단 왼쪽 핫스팟은 비활성화할 수 있다.[2]
  - 검색 참(charm)은 빙이 지원하는 통합된 검색 시스템으로 업그레이드되었으며 사용자의 검색 습관을 분석하여 로컬 위치와 인터넷 위치에 존재하는 적절한 콘텐츠를 반환해준다. 검색 조회와 관련하여 전체 화면 "히어로"(hero)는 한 데 모인 멀티미디어(사진, 유튜브 비디오, 엑스박스 뮤직의 노래/음반) 및 기타 콘텐츠 (뉴스 기사, 위키백과 항목)를 보여 준다.[2]
  - "스크린샷 저장" 옵션이 공유 참에 추가된다.[17]
  - "재생" 옵션은 장치 참에 추가되어 다른 기기의 콘텐츠를 재생할 수 있다.[2]
  - 앱을 스냅(snap)한 사이드바의 크기는 변경할 수 있지만 최소 크기는 윈도우 8의 320 픽셀로 유지된다.[7] 스냅된 앱은 화면의 절반을 차지한다.[3] 큰 화면은 최대 4개의 앱을 스냅하는 것도 가능하다.[3] 앱을 실행하자마자 윈도우는 사용자가 스냅된 앱 중 어느 앱을 열어야하는지 선택할 수 있게 한다.[5]
  - 과거 키오스크 모드로 알려진 할당된 액세스(Assigned Access)는 윈도우 장치를 하나의 앱으로 제한시킬 수 있다.[27][28][29]
  - 제거 명령을 통해 여러 컴퓨터에 설치된 윈도우 스토어 앱을 제거할 수 있다.[30]
  - 윈도우 8.1은 기본 라이브러리를 생성하지 않는다. 라이브러리는 사용자 명령을 통해 만들어야 한다.[31]

## 시스템 요구 사항
마이크로소프트에 따르면 윈도우 8.1은 윈도우 8과 시스템 요구 사항이 동일하지만 윈도우 8.1 x64의 경우 특정한 4가지 x86 명령을 지원하는 CPU를 요구한다: PrefetchW, CMPXCHG16b, LAHF, SAHF. 이에 따라 64비트 윈도우 8.1은 펜티엄 D 프레슬러(9**) 코어부터 제대로 작동한다. 또한, 윈도우 8.1 프리뷰의 경우 더 새로운 인텔 아톰 기반 기기에서 동작하지 않는다.
그리고 그래픽의 경우 지포스 8 시리즈/라데온 HD 2000/샌드브릿지 내장 그래픽(HD Graphics)이상이 되어야 제대로 사용이 가능하다.
마이크로소프트는 마이크로소프트 기기 인증을 받기를 원하는 기기 제조업체들을 위한 새로운 요구 사항을 수립하였다. 이러한 요구 사항들은 2014~2015년에 시행될 것으로 예측된다.

## 윈도우 8.1 업데이트 1
윈도우 7 이전의 서비스 팩 수준의 업데이트가 이루어졌다. 사소한 내용과 보안 패치 부분들을 소소하게 업데이트했다. 특히 데스크톱에서의 사용 편의성이 꽤 많이 개선되었는데, 시작 화면에서 종료 버튼과 검색 버튼이 추가되었고, 모던 UI 프로그램과 윈도우 프로그램이 모두 작업 표시줄에 나타난다. 또, 모던 UI에서 마우스 위에 갖다 대면, 윈도우 모던 UI의 활성 표시줄이 등장되어 더욱 쉽게 최소화, 종료가 가능하다. 또 시작 화면에서 우클릭하면 메뉴가 나타나면서 훨씬 직관적으로 다룰 수 있다.

## 윈도우 8.1 업데이트 2
마이크로소프트는 윈도우 8.1 업데이트 2에 대해 제작 및 배포할 계획이 없다고 발표했다.라고 알려졌으나, 월간 업데이트 수준의 작은 업데이트가 비공식적으로 발표되었다.

## 지원
윈도우 8.1은 2013년 10월 RTM 출시 이후, 2014년 4월 8일, 업데이트 1이 발표되면서 업데이트 1을 설치하지 않은 윈도우 8.1 RTM 버전에 대해 일반 사용자에 대한 지원이 2014년 5월 13일에 조기 종료될 예정이었으나, 시한을 연장하여 2014년 6월 10일에 종료되었다. 기업 사용자는 2014년 8월 12일에 종료되었다. 계속 지원을 받으려면, 반드시 업데이트 1을 설치하여야 지원을 받을 수 있다. 윈도우 8.1의 일반 지원은 2018년 1월 9일에 종료되었다. 그리고 2016년 10월 31일에 윈도우 8.1 패키지 판매를 윈도우 7과 함께 종료 및 단종되었다. 다만, 지원 종료될 당시 다수의 사용자들이 사용하고 있으므로 업데이트 1을 포함한 연장 지원은 2023년 1월 10일을 기해 종료되었다.

## 같이 보기
- 윈도우 비스타
- 윈도우 7
- 윈도우 8
- 윈도우 10
- 마이크로소프트 윈도우
- 마이크로소프트 윈도우의 역사